# Xhosa (grup etnic)
Grupul etnic xhosa (eng./ˈkɔːsə/ or /ˈkoʊsə/; Xhosa, pronunție: [kǁʰɔːsa] ( ascultă)) este un grup etnic bantu din Africa de Sud, aflat în principal în Provincia Cap Oriental, Africa de Sud și, în ultimele două secole, în toată partea de sud și partea central-sudică a Republicii Sud-Africane. Există o mică, dar semnificativă, comunitate Xhosa (Mfengu) în Zimbabwe care încă vorbește xhosa, aceasta fiind recunoscută în Zimbabwe ca limbă națională.
Populația xhosa este împărțită în mai multe triburi cu moșteniri înrudite dar distincte. Principalele triburi sunt: AmaGcaleka, AmaRharhabe, ImiDange, ImiDushane, și AmaNdlambe. În plus, există și alte triburi printre triburile xhosa, cum ar fi AbaThembu, AmaBhaca, AmaMpondo, AmaMpondomise și AmaQwathi care sunt triburi distincte și separate  care au adoptat limba xhosa și  modul de viață xhosa.
Numele de "xhosa" vine de la un lider legendar și rege, numit uXhosa. Există, de asemenea, o altă teorie: că, de fapt, numele regelui care s-a pierdut nu a fost Xhosa, că numele de "xhosa" a fost un nume dat de poporul san și care înseamnă "feroce" sau "furios" în limba san. Oamenii xhosa se referă la ei înșiși ca AmaXhosa, și limba lor ca isiXhosa.
În prezent, aproximativ 8 milioane de vorbitori de xhosa sunt împrăștiați în toată țara, și limba xhosa este în Africa de Sud este al doua cea mai vorbită limbă băștinașă, după Zulu, cu care xhosa este strâns înrudită. Sistemul de bantustanizare al regimului de apartheid promovat până în 1994 în Africa de Sud nega cetățenia celor din triburile xhosa, dar le-a permis să aibă auto-guvernare "patriilor" precum; Transkei și Ciskei, acum ambele integrate în Provincia Capului Oriental unde sunt cei mai mulți xhosa.. Mulți xhosa trăiesc în Cape Town (eKapa în xhosa), în East London (eMonti), și în Port Elizabeth (eBhayi).
La data de 2003 majoritatea vorbitorilor xhosa, aproximativ 5,3 milioane locuiau în Provincia Capului Oriental, urmată de Provincia Capului Occidental (aproximativ 1 milion), Gauteng (671,045), Free State (246,192), KwaZulu-Natal (219,826), Nord-Vest (214,461), Mpumalanga (46,553), Provincia Capului de Nord (51,228), și Limpopo (14,225).

## Istoria
Xhosa sunt parte din migrația Nguni din Africa de Sud care, încet-încet,  s-a mutat la sud de regiunea din jurul Marilor Lacuri, împingând triburile preexistente  Khoisan de culegători-vânători din Africa de Sud.
Triburile Xhosa erau bine stabilite  la sosirea olandezilor  la mijlocul secolului al 17-lea, și ocupau o mare parte din estul Africii de Sud din jurul Port Elizabeth până în zona locuită de vorbitorii zulu din sudul orașului Durban.

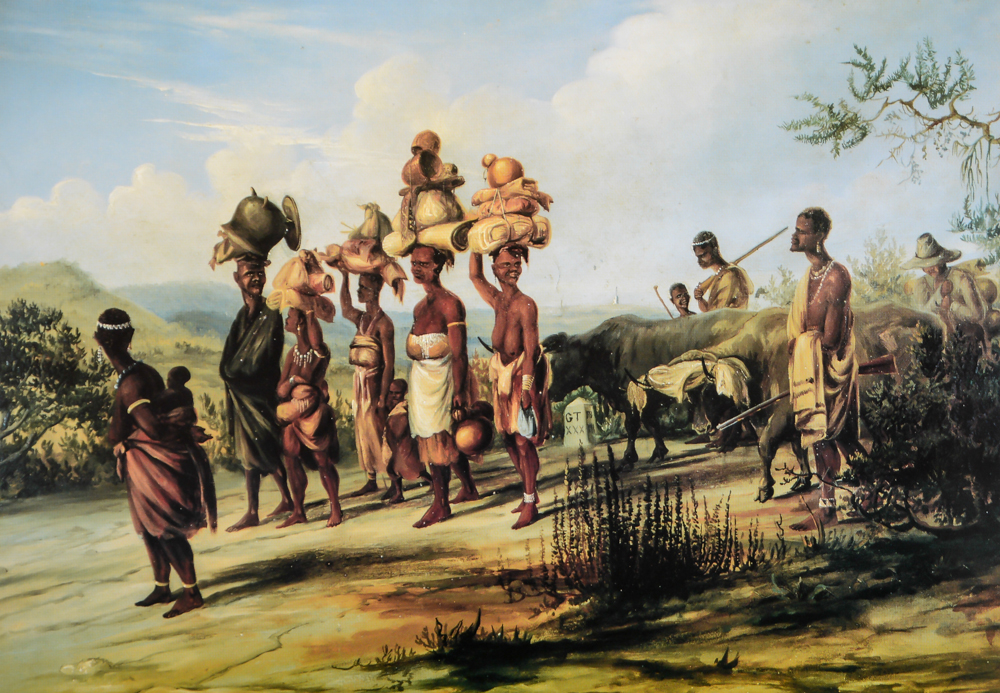
Locuitori xhosa, 1848

Xhosa și coloniștii albi s-au întâlnit pentru prima dată unii cu alții în jurul Somerset Est, la începutul secolului al 18-lea. În a doua jumătate a secolului 18, trekboerii Afrikaner migrând spre exteriorul provinciei Cape Town, au intrat în conflict cu păstorii xhosa în jurul fluviului Great Fish, regiunea  Cap Oriental. În urma a mai mult de 20 de ani de conflict intermitent, între 1811 și 1812, xhosas au fost împinși spre est de către forțele coloniale britanice, în al Treilea Război Frontalier.
În anii care au urmat, multe triburi le găsim în nord-estul Africii de Sud împinse spre vest în ținutul xhosa prin expansiunea zulușilor în Natal,  deoarece Nguni din nord pun presiune pe Nguni din sud, ca parte a procesului istoric cunoscut ca „mfecane”, sau „împrăștiere”. Vorbitorii de xhosa au primit aceste triburi împrăștiate și le-au asimilat cultural. Tribul  AmaXhosa a numit aceste triburi diferite AmaMfengu, însemnând „rătăcitori”; acestea sunt: Bhaca, Bhele, Hlubi, Zizi și Rhadebe.
Acești nou-veniți au ajuns să vorbească limba xhosa și, uneori, sunt considerați a fi xhosa. Unitatea poporului xhosa și capacitatea de a rezista expansiunii coloniale a fost slăbită de foamete și de dezbinările politice care au urmat mișcării „uciderea vitelor” între 1856-1858. Istoricii văd acum această mișcare ca un răspuns milenarist  direct la o boală de plămâni răspândită printre bovinele celor din xhosa, și mai puțin direct la stresul suferit de societatea xhosa cauzat de pierderea continuă de teritoriu și de autonomie.
Unii istorici susțin că această absorbție în economia salarială este la originea lungii istorii de sindicalism și activism politic printre membrii xhosa. Această istorie explică treptele înalte deținute astăzi de membrii xhosa în conducerea Congresului Național African - partidul aflat până cu puțin timp în urmă la putere.

## Limba

Harta Africii de Sud. Zona cu verde marchează arealul în care este răspândită limba xhosa,

Xhosa este o imbă aglutinantă tonală din familia Bantu. În timp ce xhosas își numesc limba lor "isiXhosa", este de obicei menționată ca "Xhosa" în limba engleză. Xhosa scrisă utilizează alfabetul latin, fără semne diacritice. Xhosa este vorbită de aproximativ 18% din populația Africii de Sud, și are  inteligibilitate reciprocă cu populația zulu, mai ales în zonele urbane. Mulți vorbitori de xhosa, în special cei care locuiesc în zonele urbane, vorbesc, de asemenea, zulu și/sau afrikaans și/sau engleză.
Printre caracteristicile sale, xhosa este limba faimoasă prin cele cincisprezece sunete numite clicuri, inițial împrumutate de la acum pe cale de dispariție limbile khoisan din regiune. Xhosa are cincisprezece clicuri consonantice, pronunțate în trei locuri în gură: o serie de  click-uri dentale, scrise cu litera "c"; o serie de click-uri alveolare, scrise cu litera "q"; și o serie de click-uri laterale, scris cu litera "xh". Există un simplu inventar de cinci vocale (a, e, i, o, u). Unele vocale, cu toate acestea, pot fi mute. Cu alte cuvinte, ele pot fi prezente în limbajul scris, dar abia se percep în limba vorbită. Acest lucru se întâmplă în special la sfârșitul cuvântului. Aceasta deoarece tonul la majoritatea cuvintelor este coborâtor spre sfârșit.

## Folclor și religie
Cultura tradițională xhosa  include ghicitorii cunoscuți sub numele de amagqirha. Această ocupație  aparține în cea mai mare parte femeilor, care petrec cinci ani în ucenicie. Există, de asemenea, culegătorii de ierburi de leac numiți amaxhwele, profeții izanuse și vindecătorii inyanga pentru comunitate.
Misionarii creștini au stabilit avanposturi printre xhosa în anii 1820, și prima Biblie tradusă a fost în mijlocul anilor 1850, parțial realizată de Henry Hare Dugmore. Nu mulți xhosa  s-au convertit până în secolul 20, dar acum mulți sunt creștini, în special în African Initiated Churches, ca de exemplu, Zion Christian Church.. Unele confesiuni combină creștinismul cu credințele tradiționale.

## Rituri de trecere
Xhosa sunt un grup cultural sud-african  care pune mare accent pe practicile tradiționale și obiceiurile moștenite de la strămoși. Fiecare persoană de cultură xhosa își are locul său, recunoscut de către întreaga comunitate. De la naștere, un xhosa trece prin etape de absolvire prin care se recunoaște creșterea lui și i se atribuie un loc în comunitate. Fiecare etapă este marcată de un ritual specific care vizează introducerea individului omologilor săi și, de asemenea, de la strămoșilor. De la imbeleko, un ritual de prezentare a unui nou născut strămoșilor, la umphumo (întoarcerea acasă), de la inkwenkwe (un băiat) la indoda (un om). Aceste ritualuri și ceremonii sunt încă practicate, dar multe persoane xhosa urbanizate nu le urmează în mod rigid. Ulwaluko și intonjane sunt, de asemenea, tradiții care separă acest trib de restul triburilor Nguni. Acestea sunt efectuate pentru a marca trecerea de la copil la vârsta adultă. Zulușii practicau și ei acest ritual, dar regele Shaka l-a oprit din cauza războiului din anii 1810. În 2009 a fost reintrodus de către regele Goodwill Zwelithini Zulu, nu ca un obicei, ci ca o procedură medicală pentru a reduce infecțiile cu HIV. Acest subiect a provocat certuri și lupte între Xhosa și Zulu; fiecare parte se vede pe sine ca fiind superior celorlalte, fie pentru că menține sau renunță la unele practici. 

## Dieta tradițională
Poporul xhosa s-a stabilit pe pantele munților Amatola și Winterber. Multe râuri se varsă în fluvii în acest  teritoriu xhosa, inclusiv fluviile Kei și Fish. Solurile bogate și  precipitațiile abundente fac bazinele hidrografice bune pentru agricultură și pășunat.
Alimentele tradiționale includ carnea de vită (Inyama yenkomo), carnea de oaie (Inyama yegusha), și carnea de capră (Inyama yebhokwe), sorgul, laptele (de multe ori fermentat, numit "amasi"), dovlecii (amathanga), Mielie (făină de porumb), samp (unngqusho), fasole (iimbotyi), legume, cum ar fi "rhabe", spanac sălbatic amintind de măcriș, "imvomvo", dulcea sevă de aloe, sau "ikhowa", o ciupercă care crește după ploile de vară.

### Preparate din bucătăria xhosa
- Isophi, porumb cu fasole sau mazăre supa
- Umleqwa, un fel de mâncare făcut cu carne de pui crescuți în libertate
- Umngqusho, un fel de mâncare făcut din porumb alb și fasole dulce, un aliment xhosa de bază..
- Umphokoqo, păsat uscat
- Umqombothi, un tip de bere din  porumb fermentat și sorg.
- Umvubo, lapte acru amestecat cu păsat uscat
- Umbhako, o pâine, de obicei facută cu aluat de casă. În mod normal, rotundă, de la vasele de copt.
- Umfino,  spanac sălbatic sau varză numit imifino, spanac amestecat cu terci de porumb.
- Umqa, un fel de mâncare de dovleac și mielie (făină de porumb)
- Umxoxozi, un dovleac, care este gătit înainte de a fi complet copt.
- Amaceba, felii de dovleci necojiți, care sunt fierte în apă din abundență.
- Umcuku, terci fermentat [amarhewu], acru, puțin mai  moale decât terciul, amestecat cu păsat uscat [umphokoqo]. A fost popular în anii 1900.
- Amarhewu,  terci moale și acru

## Xhosas în societatea modernă

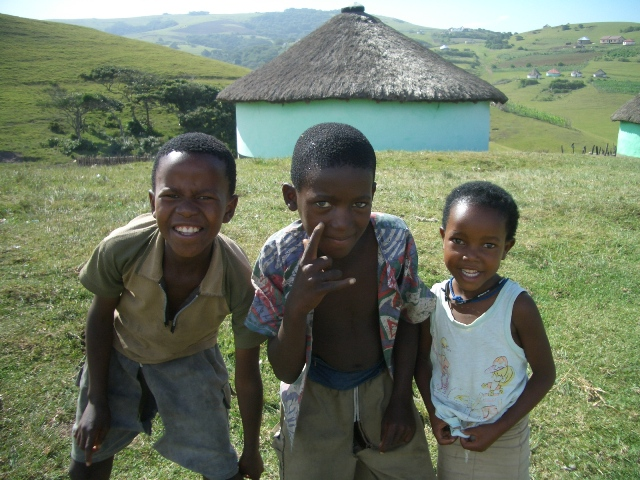
Copii xhosa în fostul Transkei

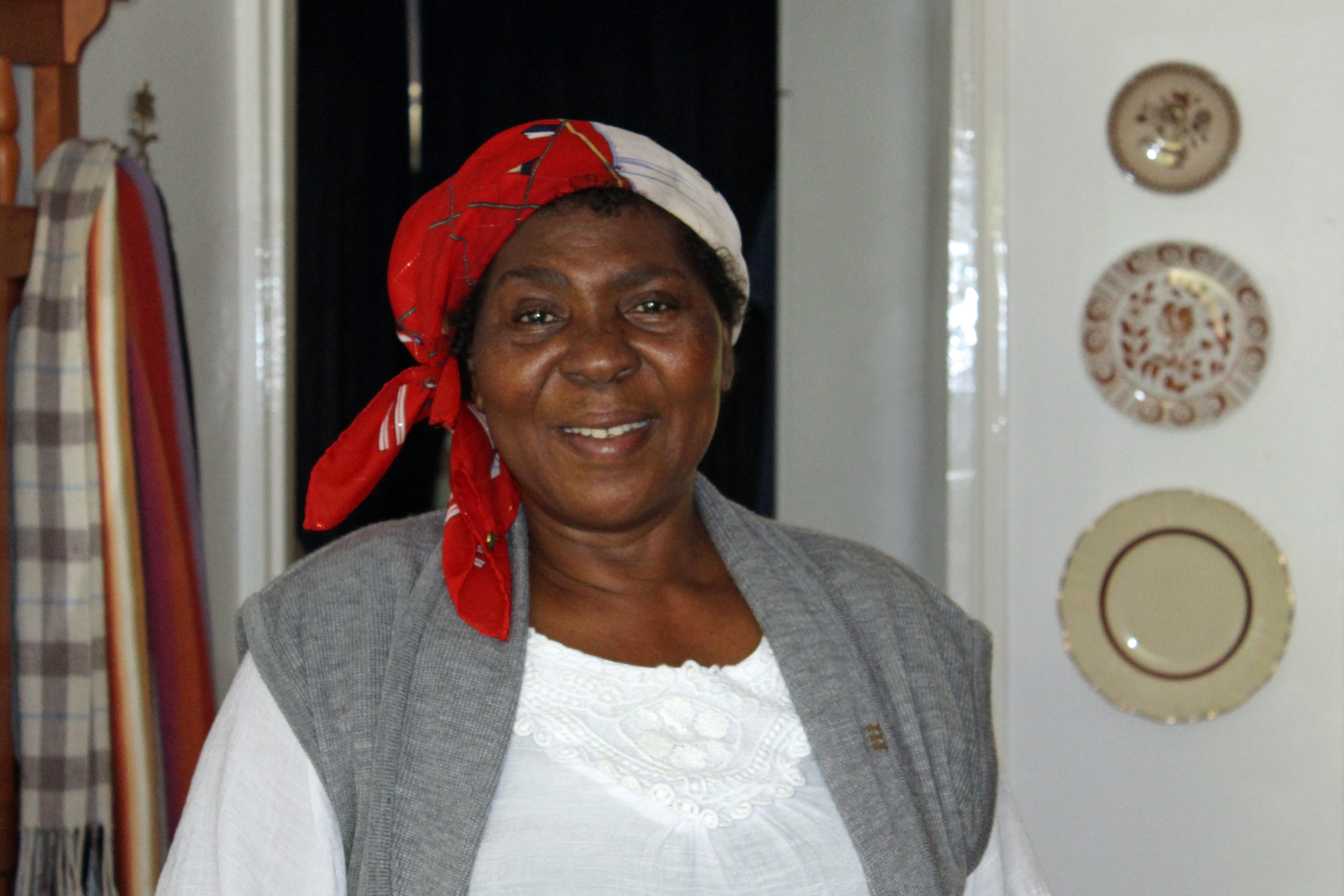
Femeie din Transkei care trăiește în Provincia Capul Occidental

## Personalități xhosas
- Nelson Mandela (Nelson Rolihlahla Mandela) (1918 Mvezo, Provincia Oos-Kaap, Africa de Sud - 2013 Johannesburg, Gauteng, Africa de Sud) a fost un om politic sud-african, care a deținut funcția de președinte al Africii de Sud în intervalul 1994-1999. Vorbitor al limbii xhosa, trăgându-se din familia regală a tribului Thembu.

## A se vedea, de asemenea,
- Limbi din Africa de Sud
- South African Translators' Association
- Xesibeland
- Amafufunyana